# Dichelyne marinjuliae
Dichelyne marinjuliae is een rondwormensoort uit de familie van de Cucullanidae. De wetenschappelijke naam van de soort is voor het eerst geldig gepubliceerd in 2006 door Alarcos, Timi, Etchegoin & Sardella.